# Шкіряста черепаха
Шкіряста черепаха (Dermochelys coriacea) — найбільша сучасна черепаха у світі. Єдиний представник своєї родини.

## Опис

7 поздовжніх гребенів на спині шкірястої черепахи

Довжина цих черепах зазвичай складає 1,3–1,8 м, а маса — 300–500 кг. Найбільший відомий екземпляр мав довжину 2,6 м, розмах передніх ластів 2,5 м і масу 916 кг. За іншими даними, передні ласти досягають у розмаху 5 м. Вони позбавлені кігтів. Серцеподібний панцир має 7 подовжніх гребенів на спинній поверхні і 5 — на черевній. Голова дуже велика і не втягується під панцир подібно до того, як це відбувається у сухопутних і прісноводих черепах. На роговій частині верхньої щелепи розташовано 2 великі зубця з кожного боку. Зверху панцир темно-бурого або чорно-коричневого кольору; подовжні гребені і краї ластів жовті. Самці відрізняються від самиць різко звуженим панциром ззаду і довшим хвостом.

## Ареал
Шкіряста черепаха поширена в тропічних частинах Атлантичного, Тихого і Індійського океанів, інколи заходить у води помірних широт. У 2011 році на сицилійському пляжі Скала деї Турки біля невеликого містечка Реалмонте була знайдена ця черепаха вагою до 250 кг[джерело?].
Зазвичай виділяють 2 підвиди: D. c. coriacea (Vandelli, 1761) з Атлантичного океану і D. c. schlegelii (Garman, 1864) з Тихого океану.

## Спосіб життя
Все життя черепаха проводить у воді, за винятком сезону розмноження, і найчастіше попадається у відкритому морі, лише часом наближаючись до берегів. Шкіряста черепаха годується далеко від пляжів гніздування, і найчастіше наголошувалися зустрічі з нею в помірній зоні.

### Харчування
Харчується медузами, ракоподібними і деякими видами водоростей. У водній стихії черепаха надзвичайно рухома, плаває з великою швидкістю і маневреністю. При небезпеці вона енергійно захищається, завдаючи могутніх ударів ластами і пускаючи в хід гострі щелепи.

## Розмноження
Всі відомі пляжі гніздування шкірястої черепахи знаходяться в тропіках. Основні місця розмноження цього виду знаходяться на тихоокеанському узбережжі Мексики, де щорічно гніздиться до 30 тисяч самиць. Інші крупні скупчення відмічені у Французькій Гвіані (4500–6500 самиць щорічно) і в західній Малайзії (1000–2000 самиць). Більш-менш місткі постійні гніздів'я існують на деяких островах Індонезії і на Великому бар'єрному рифі в Австралії. Є й інші, менш значні за кількістю самиць, що розмножуються, місця відкладання яєць.
Самиці знаходять місце для гнізда вище за лінію припливу і риють задніми кінцівками глибоку яму, до 1 м завглибшки. Самиця відкладає в середньому 85 майже сферичних яєць діаметром 5–6 см, покритих шкірястою оболонкою і що нагадують тенісні м'ячі. Яйця відкладаються 4–6 разів за сезон з інтервалами 9–10 днів. Кладки практично недоступні хижакам, проте коли приблизно через 2 місяці з яєць вилуплюються черепашки, багато з них стають легкою здобиччю хижаків. Через 7–10 тижнів на світ вилуплюються малята і відразу ж хутко поспішають до води. Дорогою багато їх гине — ними ласують морські хижаки.

## Зміна чисельності, причини і заходи охорони

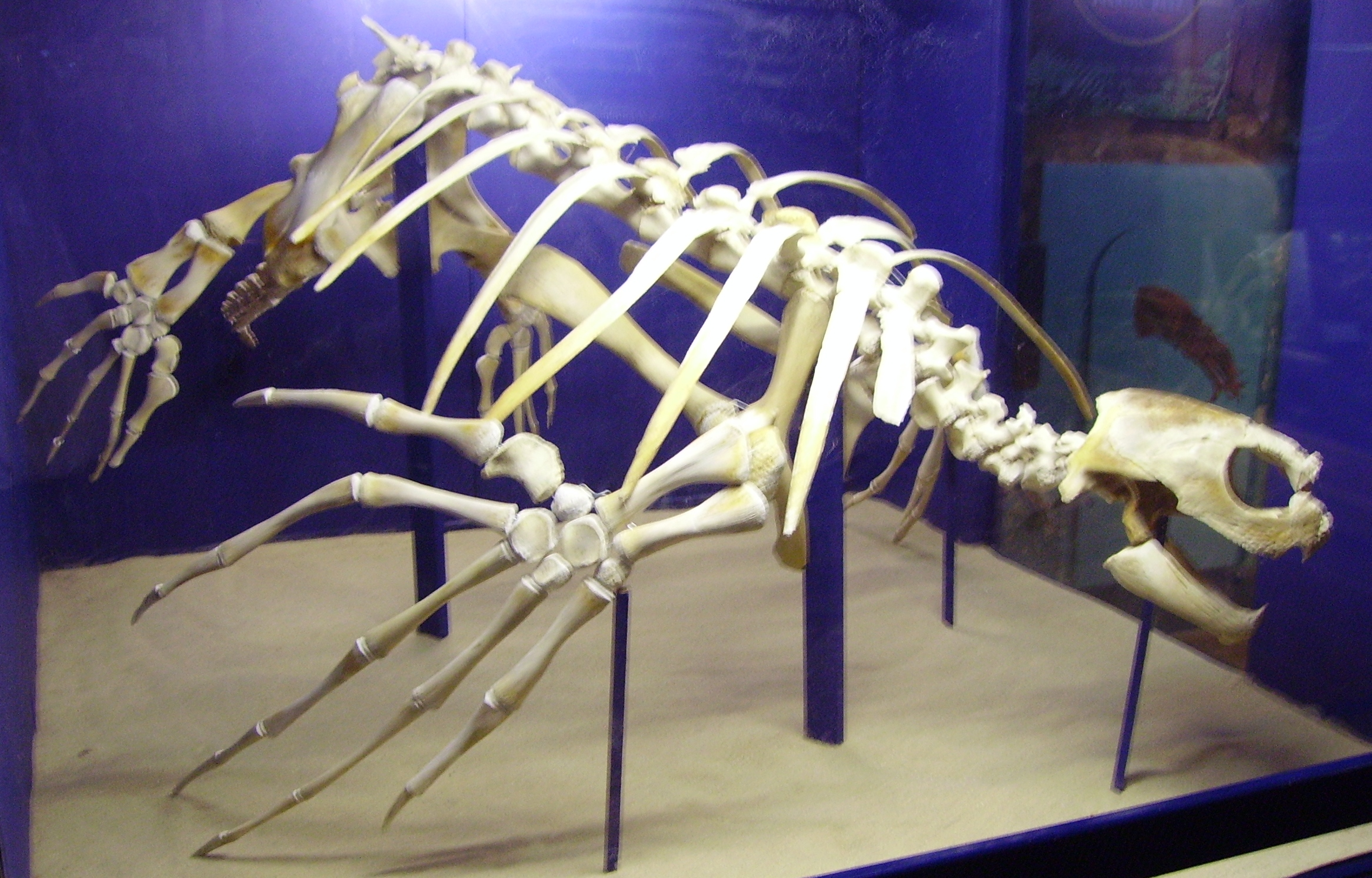
Скелет шкірястої черепахи

За даними 2001 року чисельність становила близько 75 000 тварин.
Основну загрозу чисельності черепах становить промисел яєць і вживання м'яса черепах в їжу, загибель їх в рибальських сітях.
Міжнародний союз охорони природи розробив ряд заходів з охорони цього виду, що включає збір яєць на гніздів'ях, що охороняються, інкубацію яєць і випуск новонароджених черепах у море. Завдяки виконаним заходам чисельність черепах збільшилася з 29 тис. в 1971 році до 104 тис. особин в 1981 році.